# Bzenecká lípa
Bzenecká lípa je památný strom, který se nachází v zámeckém parku města Bzenec v okrese Hodonín. Lípa je unikátní svým vzrůstem bez kmene, o který přišla zhruba před 100 lety. Před rozpadem byla pravděpodobně nejmohutnější lípou v Česku. V současné době tvoří rozsáhlou živou plastiku složenou ze zohýbaných sekundárních kmenů. Původně byly v parku staré lípy dvě, mladší ale zanikla a dnes po ní zbyl jen malý stromek z výmladku jejího kořene.

## Základní údaje
- název: Bzenecká lípa, Tisíciletá lípa v Bzenci
- výška: 20 m[1], 25 m[2]
- obvod: 7⅓ sáhu (1250–1300 cm, 1771)[3], 1375 cm (1898)[4], 1400 cm (1901)[4], >1600 cm (aktuální obvod pozůstatků u země)
- obvod nejsilnějšího sekundárního kmene: 660 cm (2003)[2]
- šířka koruny: 20 m (1901)[5], 30 m (2003)[2]
- věk: 630 let (1898, tj. 757 let aktuálně)[4], 921 let[6]
- finalista soutěže Strom roku 2006 (5. místo)
- sanace: 90. léta 20. století[2]
- souřadnice: 48°58'36.26"N, 17°15'44.13"E

Lípa roste v nadmořské výšce 190 m n. m. v SV části zámeckého parku, poblíž plotu, kterým park sousedí s vinařskou společností. Jako památný strom je lípa chráněná od roku 2001. Nelze ale doložit, že se jedná o historicky první formu ochrany, starší dokumentaci pro okres Hodonín nemá agentura ochrany přírody k dispozici.

## Stav stromu a údržba

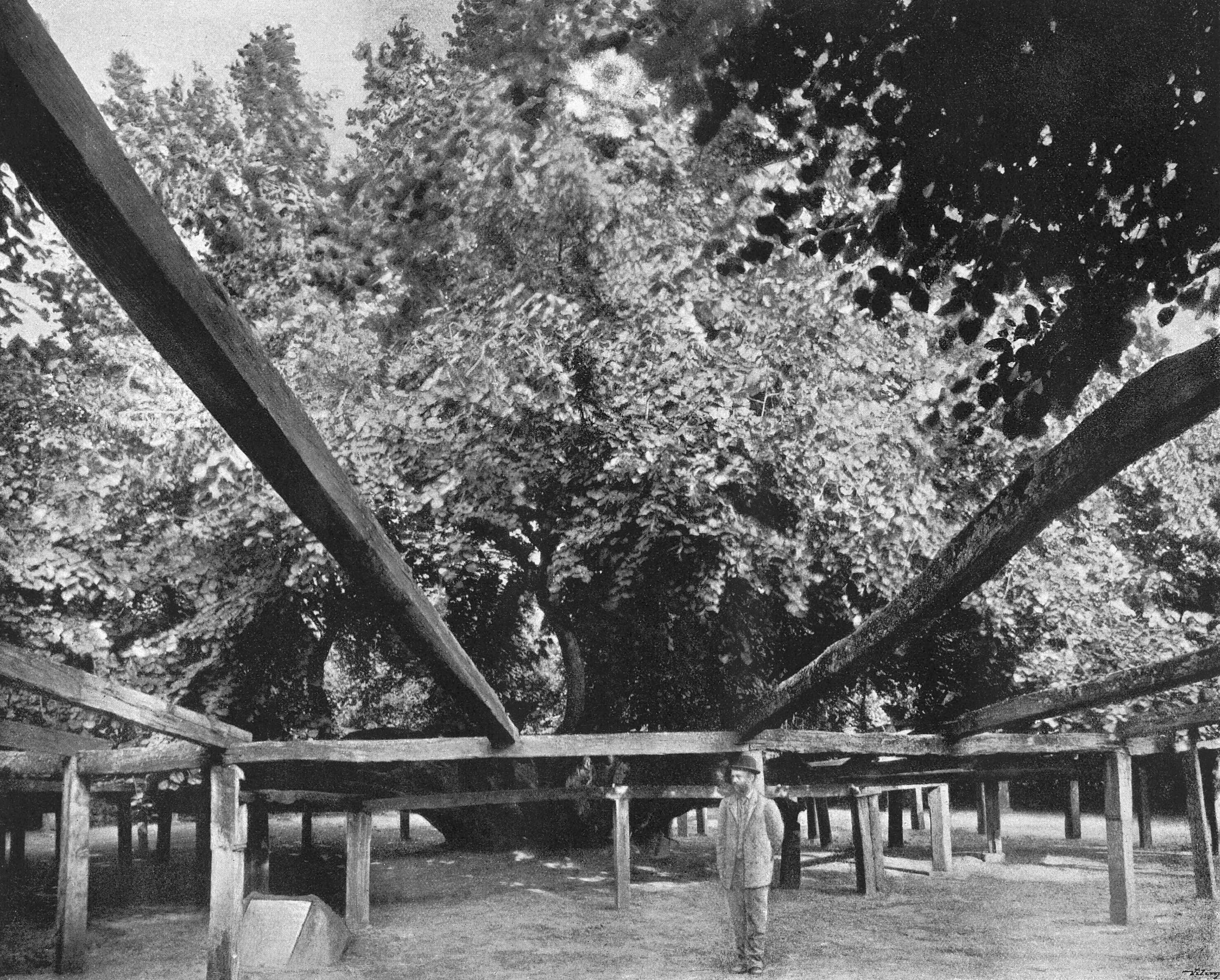
Bzenecká lípa s podpěrnou konstrukcí na snímku Jana Vilíma (1898)

Lípa byla původně klasický strom (s kmenem). Na počátku 18. století se pod ní údajně vešel regiment vojáků. Už tehdy ale byla koruna stromu částečně narušená. Poměrně málo známá je informace, že ještě koncem 19. století (kdy byla lípa stále celistvá a obvod činil 1375 cm) bylo do jejího kmene každý rok nalito 100 kg oleje, aby byl strom patřičně svěží:
| „                                        | Vnitřek jest vyhnilý; aby se svěží udržela, leje se každý rok do lípy 100 kg. oleje lněného neb dřevěného. (Dle dopisu p. Filipa Rochvala 1898.) | “ |
| — Jan Evangelista Chadt-Ševětínský, 1908 | |   |

Při posledním měření v roce 1901 měla lípa obvod 1400 cm. V té době ji obklopovala mohutná dřevěná konstrukce, která těžké větve obrovského stromu podpírala. Větve sahaly až 10 metrů od kmene. V blíže neurčeném roce na počátku 20. století se kmen rozvalil na devět částí a většina ze zbytků stromu (zbytky kmenu s adventivními kořeny) pokračovala v růstu horizontálně. Dnes bychom již těžko zjišťovali, jaký vliv na rozpad lípy mohlo mít prolévání olejem. Nelze vyloučit, že olej udržoval zbytky dutého kmene pružné, takže se nerozlámaly, ale zohýbaly a lípě to umožnilo další život, stejně jako že olej narušil pevnost dřeva a lípa se rozvalila právě z tohoto důvodu.
Dnes se lípa skládá z mnoha sekundárních kmenů porostlých mechem, které vyrůstají ze země v místech obvodu toho původního. Tyto sekundární kmeny byly v minulosti adventivními kořeny původního stromu. Většina jich roste horizontálně (některé zakořeňují), jen asi dva (pravděpodobně vzniklé z výmladků) rostou vzpřímeně. Poléhavé kmeny jsou fixovány dřevěnými podpěrami.

## Historie a pověsti

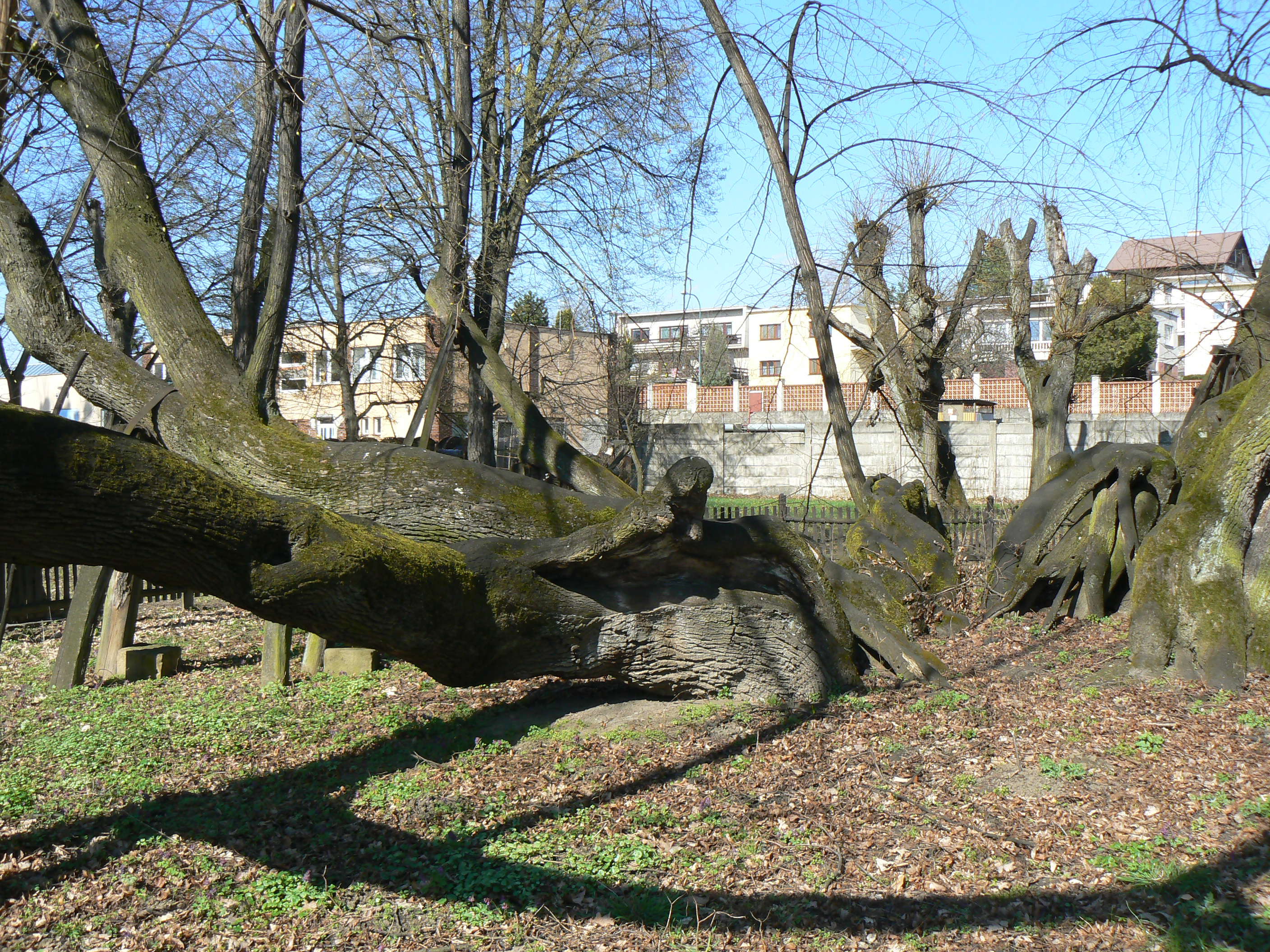
Bzenecká lípa

Lípu zmiňuje již urbář z roku 1604 a historik Marian Karel Ulman v rukopisu z roku 1762, později i historik Řehoř Volný, často uváděna jsou slova německého básníka Friedricha Hebbela, podle jehož zápisu by pod její korunou mohl odpočívat celý regiment. Oba stromy také obdivoval Svatopluk Čech při návštěvě Bzence roku 1880. Pod korunou starší je umístěna deska s textem:
| „ | Podle záznamu z r. 1771 byla tato lípa již v roce 1604 na 500 let stará | “ |

Tato deska nahradila původní německou z roku 1771, která uváděla (v překladu):
| „ | Dle zpráv z r. 1604 byla tato lípa již tehdy na 500 let stará. Její kmen má v obvodu 7⅓ sáhu sáhu, její koruna 66 sáhů, její větve až 10 sáhů dlouhé. | “ |

 Snítky staré lípy s obrázkem na pergamenu byly předány 26. června 1924 prezidentu T. G. Masarykovi, který Bzencem projížděl.
Traduje se, že pod Bzeneckou lípou obědval Přemysl Otakar I. a rovněž Rudolf II., který tu prý odpočíval a bavil se s celou dvorní družinou.

## Další zajímavosti
V anketě Strom roku 2006 se Bzenecká lípa dostala do finále a obsadila 5. místo. Lípě byl věnován prostor v pořadu Paměť stromů, konkrétně v dílu č. 10: Stromy u hradů a zámků.
Bzenecká lípa propůjčila svůj název i tradiční Bzenecké lipce. V roce 1945 připadla zámecká budova místnímu vinařskému družstvu, které svůj produkt pojmenovalo podle lípy u  zámku. Toto víno se po lípě nejen jmenuje, ale díky kombinaci hroznů ryzlinku rýnského a bzeneckých vinic po lipovém květu i voní.

### Mladší Bzenecká lípa
Staré lípy zde byly původně dvě. Mladší z nich stávala zhruba o 30 metrů dál a byla opatřena tabulkou s nápisem:
| „ | Poutníče, dívaje se kolem poznáš hned, že nemám tolik let jako moje družka. Pohlaď mě sdílným slovem svým, vždyť rostu na sklepě a živořím bez výživného lůžka. | “ |

To byla skutečně pravda, protože lípa rostla na kamenném stropě sklepení. Obvod jejího kmene měřil roku 1936 6 metrů a již tehdy byla popsána jako odumírající. Torzo stromu bylo v parku do 70. let 20. století. Kořeny nakonec omladily a dnes v místě původního stojí 5 metrů vysoký stromek s 10 cm silným kmínkem (2003).

## Bzenecké lípy v umění

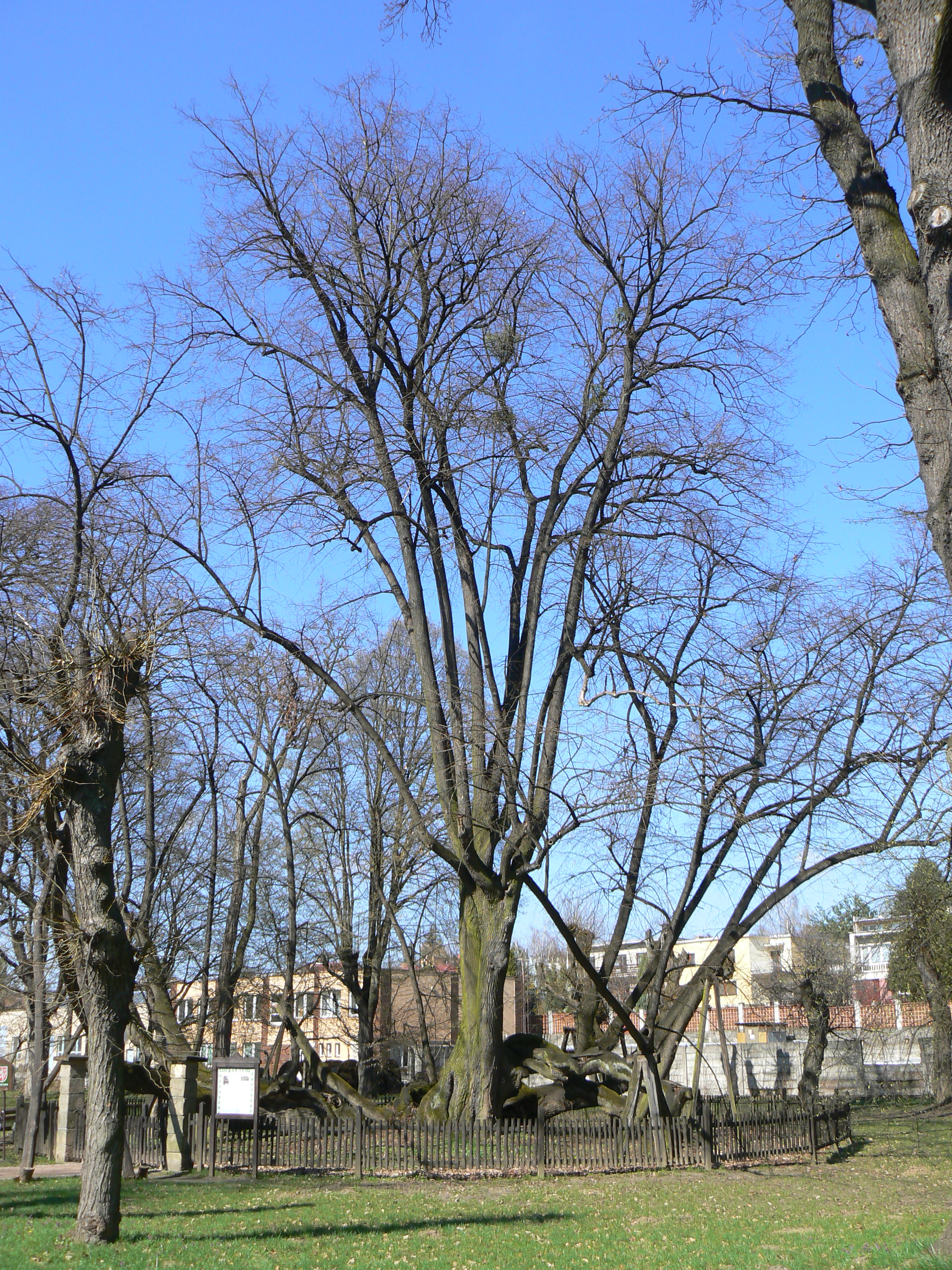
Bzenecká lípa

Bzeneckým lípám se ve svých básních věnovali spisovatelé František Sušil (1862), Robert Tvarůžek (1919) a Ladislav Koutný (1935). Obraz starší lípy zachytil leptem Ctibor Šťastný (1936), zakladatel muzea a ředitel školy v Bzenci. Ve vzpomínce Dva dni a jednu noc se Svatoplukem Čechem zachytil K. H. Sýkora památná Čechova slova, když poprvé lípu spatřil:
| „                      | Jaký to kolos slovanský! | “ |
| — Svatopluk Čech, 1880 |                          |   |

## Památné a významné stromy v okolí
- Žilkův dub (4,5 km J, v lese)
- Domanínská lípa (5,5 km S)
- Lípy u Svatého Gerarda (Vlkoš, 2 stromy, 8 km Z)
- Lípy U tří svatých (Vlkoš, 4 stromy, 8 km Z)
- Lípy u křížku (Vlkoš) (6 stromů, 8 km Z)